# Gracilinitocris nigrifrons
Gracilinitocris nigrifrons är en skalbaggsart som beskrevs av Stefan von Breuning 1950. Gracilinitocris nigrifrons ingår i släktet Gracilinitocris och familjen långhorningar.
Artens utbredningsområde är Gabon. Inga underarter finns listade i Catalogue of Life.